# 1957 في نيوزيلندا
فيما يلي قوائم الأحداث التي وقعت خلال عام 1957 في نيوزيلندا.

## سياسة

### تعيين في المنصب
- 1 يناير – بيل فرازير عضو مجلس النواب النيوزيلندي ‏.

### انتهاء فترة المنصب
- 12 ديسمبر – جاك مارشال وزير العدل [الإنجليزية]‏.

## رياضة
- 1 يناير – كأس نيوزيلندا 1957 الفائز Seatoun AFC [الإنجليزية]‏.

## مواليد

### يناير
- 1 يناير – إليزابيث فارلي مهندسة معمارية أسترالية.[1]
- 1 يناير – جودي داراغ رسامة نيوزيلندية.[2]
- 1 يناير – جودي ميلر فنانة نيوزيلندية.[3]
- 1 يناير – ريب مورغان
- 16 يناير – بوبي هوستون قسة نيوزيلندية.

### فبراير
- 18 فبراير – كيث نيلسون لاعب كرة قدم نيوزيلندي.
- 28 فبراير – يان سميث لاعب كركيت نيوزيلندي.

### مارس
- 9 مارس – كريس لويس لاعب كرة مضرب نيوزيلندي.
- 10 مارس – بريت نايلور سبّاح نيوزيلندي.
- 10 مارس – كيم روبرتسون عداءة سرعة نيوزيلندية.[4]

### أبريل
- 2 أبريل – جون ليندسي لاعب كريكت نيوزلندي.
- 13 أبريل – واين غراهام لاعب رغبي نيوزيلندي.
- 19 أبريل – واين سميث لاعب رغبي نيوزيلندي.
- 23 أبريل – كاثي لونش متسابقة دراجات نيوزيلندية.

### مايو
- 11 مايو – أندرو دونالد لاعب رغبي نيوزيلندي.

### يونيو
- 24 يونيو – إليزابيث فاولر فنانة نيوزيلندية.
- 30 يونيو – يان روذرفورد لاعب كركيت نيوزيلندي.

### يوليو
- 1 يوليو – غرانت دالتون متسابق يخت نيوزيلندي.[5]
- 7 يوليو – جون ويلسون لاعب كريكت نيوزلندي.
- 14 يوليو – بيتر ويب لاعب كركيت نيوزيلندي.
- 28 يوليو – ديفيد شيرر سياسي نيوزيلندي.

### أغسطس
- 2 أغسطس – ستيفن بيترسون لاعب رماية نيوزيلندي.
- 11 أغسطس – كيفن هاغان لاعب كرة قدم نيوزيلندي.
- 23 أغسطس – بريت ويلسون لاعب رغبي نيوزيلندي.

### سبتمبر
- 3 سبتمبر – كاثلين غالاغير[6]
- 23 سبتمبر – روزاليند ألين ممثلة نيوزيلندية.[7]

### نوفمبر
- 1 نوفمبر – موراي بيرس لاعب رغبي نيوزيلندي.
- 6 نوفمبر – مايك ستانلي مُجدّف نيوزيلندي.[8]
- 30 نوفمبر – كين تايلور لاعب رغبي نيوزيلندي.

### ديسمبر
- 7 ديسمبر – أندرو ستيفنسون مُجدّف نيوزيلندي.[9]
- 20 ديسمبر – تيم بيفان منتج أفلام نيوزيلندي.
- 27 ديسمبر – بروس بلير لاعب كركيت نيوزيلندي.
- 27 ديسمبر – كونراد روبرتسون مُجدّف نيوزيلندي.[10]

## وفيات

### فبراير
- 18 فبراير – والتر جيمس بولتون (مواليد 1888) فلاح نيوزيلندي.

### مارس
- 6 مارس – دونالد كاميرون هاميلتون (مواليد 1890) لاعب كركيت نيوزيلندي.

### يوليو
- 17 يوليو – جيمس ريان (مواليد 1887) لاعب اتحاد رغبي نيوزيلندي.

### أغسطس
- 20 أغسطس – ويليام نويل بنسون (مواليد 1885)[11]

### سبتمبر
- 17 سبتمبر – فرد لوكاس (مواليد 1902) لاعب رغبي نيوزيلندي.

### نوفمبر
- 11 نوفمبر – كليمنت بيك (مواليد 1863) لاعب كركيت نيوزيلندي.